# Rhizomnium
Rhizomnium là một chi rêu trong họ Mniaceae.